# Andrij Olekszijovics Vorobej
Andrij Olekszijovics Vorobej (Ukránul: Андрій Олексійович Воробей; Doneck, 1978. november 29. –) ukrán válogatott labdarúgó.

## Sikerei, díjai
Sahtar Doneck
- Ukrán bajnok (3): 2001–02, 2004–05, 2005–06
- Ukrán kupagyőztes (3): 2000–01, 2001–02, 2003–04
- Ukrán szuperkupagyőztes (1): 2005

Egyéni
- Ukrán gólkirály (1): 2000–01
- Az év ukrán labdarúgója (1): 2000
- Ukrán kupa gólkirálya (3): 2000–01, 2001–02, 2002–03

## Külső hivatkozások
- Andrij Vorobej a national-football-teams.com honlapján